# 柴平四郎
柴 平四郎（しば へいしろう、1884年（明治17年）5月3日 - 1935年（昭和10年）3月29日）は、日本の陸軍軍人。最終階級は陸軍少将。

## 略歴
福島県田村郡飯豊村（現在の小野町）出身。国分平七の四男。鈴木貞造陸軍少将は兄。柴五郎の娘と結婚し、柴家の養嗣子となる。西原一策は義兄。
仙台陸軍地方幼年学校、陸軍中央幼年学校を経て、1905年（明治38年）3月、陸軍士官学校を卒業（17期）。成績優秀のため恩賜の時計を下賜される。東條英機、前田利為は同期生である。同年4月、砲兵少尉に任官。1914年（大正3年）には陸軍大学校（26期）を卒業した。野戦砲兵第15連隊中隊長、第13師団参謀などを経て、シベリア出兵に第12師団兵站参謀として出征。浦塩派遣軍兵站参謀、討伐隊司令部参謀として転戦した。1919年（大正8年）に帰国後、第4師団、近衛師団、東京湾要塞兼横須賀鎮守府、第1師団の各参謀を歴任した。1929年（昭和4年）8月大佐に昇進後、野戦砲兵第3連隊、野戦重砲兵第8連隊の各連隊長、近衛師団参謀長に補され、1934年（昭和9年）3月5日少将へ昇進。1935年（昭和10年）3月、鎮海湾要塞司令官となるが公務中に負傷し、同月中に死去した。稚松会会員。